# Jorge Break
Jorge Nieto Bocanegra (Ciudad de México, 15 de mayo de 1970 – Ciudad de México, 28 de marzo de 2022), más conocido como Jorge Break, fue un ilustrador e historietista Mexicano, reconocido por su obra Meteorix 5.9 No aprobado y sus contribuciones a la industria de la historieta Mexicana.

## Carrera
Jorge Break comenzó su carrera en 1993 como dibujante y entintador en revistas como MAD México, y La Pura Banda, del equipo creativo de Simón Simonazo. El seudónimo “Break” se origina del baile Break que practicaba en la adolescencia.
A partir de 1995, Break ilustro una adaptación sin licencia de Captain Tsubasa: “Los supercampeones del futbol”, escrita por Gaby Maya para Editorial Toukan. Esta versión se extendió por 47 entregasy disfruto de gran éxito, pero fue abruptamente cancelada cuando la editorial recibió una queja de Shueisha. Ante la inminente cancelación del trabajo, Toukan ofreció a Break ilustrar su propio cómic original – Mortal Fighters, cuya única publicación fue contenida dentro del último número de Los supercampeones del fútbol.
En el año 2000, Break comenzó a escribir e ilustrar Meteorix 5.9 No aprobado, una obra de su autoría. Caracterizada por su estilo reminiscente al Manga, Meteorix estuvo en circulación por ocho años y vendió más de 16,000 ejemplares por entrega en su mejor momento. Respondiendo a críticas por el humor de la obra, Break título a su estilo “Manganako”, una combinación del término Manga y el insulto popular Naco.
En 2011 realizó las ilustraciones para la adaptación gráfica de la novela El Mago de Oz de la editorial Stone Arch Books. En 2015 se unió a la editorial independiente Momentum Comics, donde publicó Las Cronicas de Fatima y The Brotherhood of Black Bones. En 2019 realizó las ilustraciones de Centella Azul, creación de Jorge de la Rosa.
Tras una breve lucha contra el cáncer de estómago, Break falleció el 28 de marzo de 2022.

## Trabajos destacados
- Los supercampeones del fútbol (dibujante) (1995 – 1996)[6]
- Meteorix 5.9 No aprobado (2000 – 2008)
- Cuentos del Alba (portada) (por Aldo M. Alba) (2002, ISBN: 978-968-5199-24-7)[12]
- The Wizard of Oz (dibujante) (2009, ISBN: 978-1-4342-1737-0)[10]
- Crónicas de Fátima (dibujante) (2015 – 2017)[13]
- Brotherhood of Black Bones (2016)[14][15]
- Centella Azul (dibujante) (2019)[11]
- Por la Ciudad en Alas de Ángel (portada) (por Samuel Parra) (2022)[16][17]